# 퓌드돔주의 캉통
프랑스 퓌드돔주에는 총 31개의 캉통이 속해 있다. 2015년 3월 행정구역 총개편으로 인해 현재는 다음과 같이 설치되어 있다.
- 에게페르스
- 앙베르
- 오비에르
- 보몽
- 비용
- 브라사크레민
- 세바자
- 샤말리에르
- 샤텔기용
- 클레르몽페르낭 1
- 클레르몽페르낭 2
- 클레르몽페르낭 3
- 클레르몽페르낭 4
- 클레르몽페르낭 5
- 클레르몽페르낭 6
- 쿠르농도베르뉴
- 게르자
- 이수아르
- 레주
- 마랭그
- 레마르트르드베르
- 레몽뒤리브라두아
- 오르신
- 퐁뒤샤토
- 리옹
- 생텔루아레민
- 생조르주드몽
- 생투르
- 르상시
- 티에르
- 비크르콩트